# Marharts
Marharts ist eine Ortschaft und eine Katastralgemeinde der Stadtgemeinde Groß Gerungs im Bezirk Zwettl in Niederösterreich.

## Geschichte
Laut Adressbuch von Österreich waren im Jahr 1938 in Marharts ein Müller und einige Landwirte ansässig.

## Siedlungsentwicklung
Zum Jahreswechsel 1979/1980 befanden sich in der Katastralgemeinde Marharts insgesamt 27 Bauflächen mit 11.781 m² und 3 Gärten auf 459 m², 1989/1990 gab es 27 Bauflächen. 1999/2000 war die Zahl der Bauflächen auf 78 angewachsen und 2009/2010 bestanden 48 Gebäude auf 68 Bauflächen.

## Bodennutzung
Die Katastralgemeinde ist landwirtschaftlich geprägt. 168 Hektar wurden zum Jahreswechsel 1979/1980 landwirtschaftlich genutzt und 150 Hektar waren forstwirtschaftlich geführte Waldflächen. 1999/2000 wurde auf 155 Hektar Landwirtschaft betrieben und 160 Hektar waren als forstwirtschaftlich genutzte Flächen ausgewiesen. Ende 2018 waren 148 Hektar als landwirtschaftliche Flächen genutzt und Forstwirtschaft wurde auf 161 Hektar betrieben. Die durchschnittliche Bodenklimazahl von Marharts beträgt 16,4 (Stand 2010).